# Кагальняк Андрій Германович
Андрі́й Ге́рманович Кагальня́к (1962, Шостка, Сумська область — 30 березня 2022) — український військовий, старший солдат 2-го полку охорони особливо важливих державних об'єктів (2-го Шосткинського полку) Національної гвардії України, учасник російсько-української війни, що трагічно загинув під час російського вторгнення в Україну 2022 року.

## Життєпис
Андрій Кагальняк народився 1962 року в м. Шостка (нині Шосткинського району) на Сумщині. Військову службу проходив у складі 2-го полку охорони особливо важливих державних об'єктів Національної гвардії України у м. Шостка. У ході російського вторгнення в Україну загинув 30 березня 2022 року на фронті під час виконання бойових завдань.
Урочисте прощання з військовим відбулося у Шостці на Сумщині 3 квітня 2022 року. Разом з Андрієм Кагальняком поховали В'ячеслава Бірюка та Анатолія Коляду, які також загинули під час виконання бойових завдань у ході російського вторгнення в Україну 30 березня 2022 року.

## Родина
Без чоловіка та батька залишилась дружина та двоє дорослих синів.

## Нагороди
- орден «За мужність» III ступеня (2022, посмертно) — за особисту мужність і самовіддані дії, виявлені у захисті державного суверенітету та територіальної цілісності України, вірність військовій присязі[4].